# 916年
| 千纪： | 1千纪 |
| 世纪： | 9世纪 \| 10世纪 \| 11世纪 |
| 年代： | 880年代 \| 890年代 \| 900年代 \| 910年代 \| 920年代 \| 930年代 \| 940年代 |
| 年份： | 911年 \| 912年 \| 913年 \| 914年 \| 915年 \| 916年 \| 917年 \| 918年 \| 919年 \| 920年 \| 921年 |
| 纪年： | 丙子年（鼠年）；（南吴、晋）天祐十三年；后梁（吴越、闽）贞明二年；前蜀通正元年；李茂貞天復十六年；大長和天瑞景星二年；于阗同慶五年；契丹神册元年；日本延喜十六年；后百济正开十六年；后高句丽政开三年 |

## 大事记
- 中国
  - 3月17日——耶律阿保機登基稱「大聖大明天皇帝」，立國號契丹。
  - 八月——前蜀王建以王宗播為西北面都招討，率領劉知俊、王宗儔、唐文裔等招討大軍伐岐，攻取秦、秦、階、成四州。
  - 十月——劉知俊攻取岐國隴州並俘獲保勝節度使兼侍中李繼岌（本名桑弘志）。

## 出生
- 南唐元宗李璟
- 五代宋初文學家、書法家徐鉉